# Regimento de Infantaria N.º 14
O Regimento de infantaria N.º 14 (RI14), com a denominação histórica de Infantes de Viriato, é uma unidade da Estrutura Base do Exército, do Exército Português aquartelada na cidade de Viseu. O Regimento, apesar de ser uma unidade com administração própria, é subordinado operacionalmente a uma Brigada. Comandado por um Coronel, o seu efetivo pode chegar perto de 500 homens. Possui um Estado-Maior composto pelas Secções de Pessoal, Operações, Informações e Segurança e Secção de Logística para auxiliar e aconselhar o Comandante. Tem também uma Companhia de Comando e Serviços com a missão de armazenamento, fornecimento, manutenção e conservação das instalações, viaturas e outros meios e equipamentos. Atualmente o regimento tem como encargo operacional o de organizar, treinar e manter um dos Batalhões de Infantaria da Brigada de Intervenção. – o 2º Batalhão de Infantaria Mecanizado de Rodas.
A alusão a Viriato prende-se com a lenda de que este guerreiro lusitano terá nascido ou combatido pelas terras de Viseu. A figura histórica de Viriato, pela sua garra, tenacidade e força combativa transversal à “raça forte da beira”, é tido como patrono do Regimento, sendo os militares que ali prestaram serviço conhecidos como “viriatos”.
O RI14 tem 182 000 m2, e desses 182 mil, 82 mil metros quadrados são de área coberta. Este quartel de área coberta tem 21 edifícios, 6 deles são casernas, 1 é o edifício principal, o pavilhão desportivo, a Enfermaria, o refeitório, uma carreira de tiro de 25 m, a casa da guarda, o local de transmissões, a arrecadação, a mecânica, a pintura e a lavagem de viaturas. Tem 6 campos de treino onde se pratica a ginástica militar. O Regimento de Infantaria nº 14 tem participado recentemente com militares em Missões de Treino Manutenção de Paz em vários teatros de Operações, como o Afeganistão, Kosovo, Iraque, República Centro-Africana e Timor.

## História
A origem do RI14 remonta ao ano de 1657. Se em termos numéricos descende do Terço do Algarve (posteriormente Regimento de Infantaria de Tavira e Regimento de Infantaria n.º 14) mais tarde sediado em Viseu herdará muito do Terço de Almeida (1642) e Terço de Penamacor (1642) – que eram Unidades que após a independência de 1640 foram colocadas junto da fronteira para defender a região da Beira Alta e ambas recrutavam nas comarcas de Viseu, Guarda e Castelo Branco - Século XVII.
Com a reforma de 24 de novembro de 1707, os antigos Terços passam a denominar-se Regimentos e a designarem-se pelo apelido do mestre de campo ou terra onde se encontrava o quartel permanente. Em 1762, o Regimento de Penamacor, foi desdobrado formando os Regimentos de Luís de Vasconcelos de Almeida Castelo-Branco e de Dennis Foulis, sendo novamente reagrupado em 1763. Na mesma data, o Regimento de Almeida foi desdobrado, formando os Regimentos de Fernando da Costa de Ataíde e de Francis Mac-Lean, sendo reagrupado em 1763.
Ainda em 1762 e de igual modo, surge naturalmente o Regimento de Infantaria de Faro que foi desdobrado nos 1.º e 2.º Regimentos de Infantaria de Faro, sendo reagrupado igualmente em 1763. A 7 de dezembro de 1796 este Regimento viria a dar origem ao Regimento de Infantaria de Tavira - Século XVIII.
Por organização de 1806, os Regimentos são numerados e dão origem aos Regimentos de Infantaria n.º 11 (Penamacor), Regimento de Infantaria n.º 23 (Almeida) e Regimento de Infantaria n.º 14 (Tavira). Assim, a partir de 1806, o RI14 adota a atual designação.
O RI11, RI14 e RI23, tal como as restantes do Exército, são extintos por ordem de Junot em 22 de dezembro de 1807, mas restabelecidas e reorganizadas em 1808 por William Carr Beresford, Marechal Comandante em Chefe do Exército luso-britânico, sendo os 3 Regimentos mandados reunir em Viseu, Tavira e Lamego, respetivamente - Século XIX.
Em 28 de novembro de 1842, resultante da nova reorganização, o BI24, criado em 1837 e que no ano anterior tinha sido transferido de Viana do Castelo para Viseu, passou a designar-se por Regimento de Infantaria N.º 14 (RI14) e desde esta data, o mesmo manteve sempre o seu quartel em Viseu.
Em 1911, o QG da 2.ª Divisão continua em Viseu e compreende, entre outras, as seguintes Unidades:
- Regimento de Infantaria N.º 14 – Viseu;

- Regimentos de Artilharia N.º 7 – Viseu;

- Regimento de Cavalaria N.º 7 – Nelas;

Atualmente, além da atividade operacional que desenvolve através do seu 2BIMecRodas, desempenha ainda uma série de outras missões de interesse público, como são exemplo, os apoios às autoridades de Proteção Civil e Autarquias, no âmbito dos planos nacionais de ações de prevenção e de combate a incêndios e de prevenção e mitigação dos efeitos de outras catástrofes naturais.

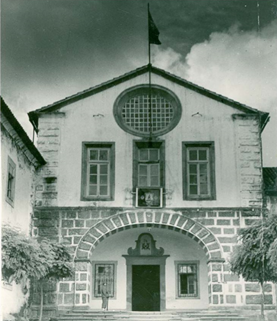
Porta de Armas do Quartel dos Terceiros (Viseu)

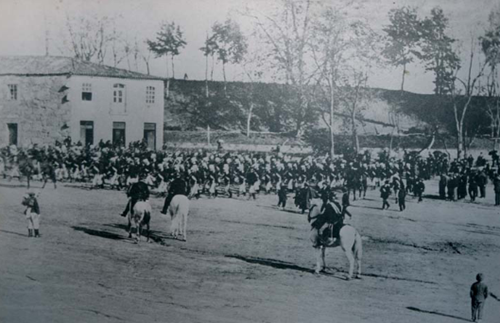
Quartel da Ribeira (Viseu)

Ao longo da sua História o RI14 tornou-se num dos quartéis mais prestigiados do Exército Português participando em quase todas as suas campanhas.

A 19 de março de 1918, foi efetuado um raid sobre as linhas alemães a partir do sector de Neuve-Chapelle, realizado pela 1.ª Companhia do BI 14, de Viseu, sob o Comando do Capitão Vale de Andrade. Depois de um longo bombardeamento sobre as linhas inimigas, o ataque teve início à 1h da manhã  A Companhia rastejou durante 3 horas pela “Terra de Ninguém “até que efetuou o assalto final às trincheiras alemãs. Houve uma luta intensa, mas conseguiram ter pleno êxito. Regressaram às linhas portuguesas com cinco prisioneiros, trazendo como troféus duas metralhadoras e diversas armas ligeiras.

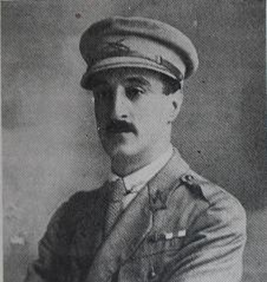
Capitão Vale de Andrade (atual designação da parada do RI14)

Por este ato heroico foi condecorado com a Cruz de Guerra de 1.ª Classe o atual Estandarte Nacional do RI14 e passou a ser adotada esta data para assinalar o Dia comemorativo do Regimento.
Em 9 de abril de 1918 ocorreu o combate em Eton e Charter House. 

## Cronologia
| 1657        | Terço do Algarve ou Terço de Faro. |
| 1707        | Terços passam a Regimentos - Regimento Infantaria de Faro. |
| 1806        | Regimento Infantaria de Tavira passa a Regimento Infantaria Nº14. |
| 1841        | O BI24 transfere-se para a cidade de Viseu. |
| 1842        | O BI24 é transformado no Regimento de Infantaria Nº14. |
| 1845 - 1847 | O RI14 participa nas campanhas de Revolta da "Maria da Fonte" ao lado das forças fiéis ao governo. |
| 1914 - 1918 | O RI14 participa na 1ª Guerra Mundial enviando um Batalhão para Angola que participa em Vários combates, destacando-se na defesa de Naulila, e um outro para França integrando no corpo Expedicionário Português, que combate na frente ocidental. |
| 1940 - 1944 | Por ocasião da 2ª guerra mundial o RI14 organiza dois batalhões expedicionários, sendo um enviado para os Açores e outro para Angola. |
| 1951        | Ocupou as atuais instalações (10 de JULHO - "Dia dos Viriatos"). |
| 1961 - 1975 | O RI14 participa nos três Teatros de Operações da Guerra do Ultramar mobilizando vários batalhões e companhias independentes de caçadores, bem como pelotões de morteiros e de canhões sem recuo.                                                  |
| 1977        | O RI14 passa a denominar-se Regimento de Infantaria de Viseu. |
| 1993        | A Unidade designa-se de Regimento de Infantaria N.º 14. |

## Batalhas e Guerras
| 1810        | Batalha do Buçaco. | Guerras Peninsulares (1807 - 1814) |
| 1811        | Sitio de Olivença - 1.º Sitio de Badajoz - Batalha de Albuera - 2º Sitio de Badajoz.                                                                                     | Guerras Peninsulares (1807 - 1814) |
| 1812        | 3º Sitio de Badajoz - Defesa do Tormes. | Guerras Peninsulares (1807 - 1814) |
| 1813        | Batalha de Vitória - Bloqueio de Pamplona - Combates de Porto e Maia - Combate de Porto e Ariete.                                                                        | Guerras Peninsulares (1807 - 1814) |
| 1813        | Batalha dos Pirenéus - Combate de Banca - Batalha di nivelle - Batalha do Nive.                                                                                          | Guerras Peninsulares (1807 - 1814) |
| 1814        | Combate de Sauvaterre - Batalha de Orthez - Combate do Aire - Combate de Tarbes - Batalha de Toulouse.                                                                   | Guerras Peninsulares (1807 - 1814) |
| 1914        | Sul de Angola. | 1ªGuerra Mundial (1914 - 1918)     |
| 1918        | Flandres. | 1ªGuerra Mundial (1914 - 1918)     |
| 1940 - 1944 | Organizou e destacou dois batalhões expedicionários, um destinado a Angola, onde cumpriu uma missão de serviço, destacamentos em Nova Lisboa, Benguela, Lobito e Luanda. | 2ªGuerra Mundial (1939 - 1945)     |
| 1952        | Goa (Índia). | Defesa da Índia Portuguesa.        |
| 1961 - 1963 | Angola – Guine – Moçambique. | Guerra do Ultramar.                |
| 1964 - 1967 | Angola. | Guerra do Ultramar.                |

## Missões sob a égide das Nações Unidas e NATO
- 2001 – TIMOR LESTE - Operação de apoio à paz, no âmbito da ONU - UNTAET, com o 2.º Batalhão de Infantaria constituído por 952 homens (o maior empenhamento exterior das Forças Armadas portuguesas desde o 25 de abril de 1974) e teve como missão principal acompanhar as primeiras eleições livres naquele território e garantir a segurança das populações (2BI/BLI/UNTAET).

- 2002/2003 - BÓSNIA-HERZEGOVINA - O 2.º Batalhão de Infantaria participou neste conflito, no âmbito da NATO - SFOR, com cerca de 320 homens (2BI/BLI/SFOR).

- 2005 – KOSOVO -  O 2.º Batalhão de Infantaria participou neste conflito, no âmbito da NATO, com cerca de 297 homens (2BI/BLI/KFOR).

- 2007 – KOSOVO - O 2.º Batalhão de Infantaria participou neste conflito constituindo neste caso a força de reserva do Comandante da Força da NATO – KFOR (2BI/BRIGINT/KFOR).

- 2009 - AFEGANISTÃO - Aprontamento do 4.º Módulo de Apoio às Forças Nacionais Destacadas, junto da International Security Force (ISAF) e que integrou militares do RI14.

- 2010 - AFEGANISTÃO - O RI14 constituiu-se como Unidade primariamente responsável pelo aprontamento do 6.º Módulo de Apoio e da 6.ª Operational Mentor and Liaison Team de Guarnição e, posteriormente, pelo Treino Conjunto do Contingente Nacional para a ISAF.

- 2013 - KOSOVO - O RI14, no âmbito da NATO regresa ao Kosovo para participar na KFOR Tactical Reserve Manoeuvre Batallion (KTM), com o Comando e Estado-Maior, uma Companhia de Manobra e parte de uma Companhia de Comando e Serviços, tendo um efetivo de 173 militares.

- 2014 - O RI14 recebeu ordem da Brigada de Intervenção para organizar e aprontar, de 01Jan15 a 31Dec15, o 2BIMecRodas/NRF2016 para, no âmbito das NATO Response Forces 2016, ser atribuído à IRF/NRF 2016, garantindo a manutenção em stand by, de 01Jan16 a 31Dec16, e em stand down, de 01Jan17 a 31Dec17.

- 2017 - LITUÂNIA - O Regimento projetou uma Unidade Escalão Companhia para a Lituânia, no âmbito das Assurance Mesures com 118 militares.

- 2018 - AFEGANISTÃO - Foi projetada para este Teatro de Operações uma Unidade constituída por 160 militares.

- 2019 - AFEGANISTÃO – Foi projetada para este Teatro de Operações uma Unidade Escalão Pelotão, constituída por 54 militares e um Oficial de Ligação, aprontados no Regimento de Cavalaria N.º 6.

- 2020 - AFEGANISTÃO – Foi projetada para este Teatro de Operações uma Unidade Escalão Pelotão, constituída por 54 militares e um militar que integra o NSE.

## Coleção Visitável

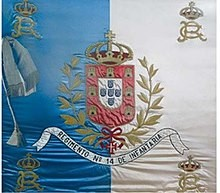
Bandeira Regimental, bordada e oferecida ao RI14 por Sua Majestade a Rainha D. Amélia.

No RI14 está implementada uma Coleção Visitável que redimensiona a História do Exército desde as Guerras Peninsulares passando pela 1.ª Guerra Mundial, Guerra de África e Forças Nacionais Destacadas até à atualidade. Neste espaço pode-se ainda ver uma breve história do Regimento de Infantaria N.º 14, como foi fundado e como veio a permanecer no local onde está situado. Existem ainda vários objetos de interesse para ver desde:
- Vários tipos de fardamento e a sua evolução ao longo do tempo;

- Armamento e equipamento;

- Bandeiras, guiões e algumas fotografias antigas.

## Simbologia e Alusão das Peças
- No escudo, a PRATA enlaça a "humildade" – dos meios disponíveis – com a "esperança" – na inventiva do homem das serranias – em alcançar a "vitória", simbolizada no VERMELHO do sangue que escorre das cabeças decepadas das águias.

- ANELETES – "virae" em latim – recordam a forma como os romanos identificavam VIRIATO, a quem se referiam denominando-o por "o que usa braceletes".

- Cinco CABEÇAS DE ÁGUIA, decepadas em sinal de derrota das forças romanas, invocam as vitórias de VIRIATO sobre os cinco pretores que venceu antes de, pela traição, ser abatido.
- TOURO, alude a VISEU porque perpetua a recordação do ardil de guerra com que os lusitanos desbarataram as forças de CAIO NIGIDIO que, encurraladas na cava – hoje designada de VIRIATO – debandaram em pânico quando sobre elas carregou em tropel uma manada de trezentos touros enlouquecidos pelo aguilhão de varas de ferro aquecidas ao rubro.
- VIRIATOS inscreve no brasão o tradicional grito de guerra da unidade.

OS ESMALTES SIGNIFICAM:
- A PRATA: humildade e esperança;
- O VERMELHO: vitória;
- O NEGRO: constância e firmeza.

## Hino do Regimento de Infantaria Nº14
Catorze de Infantaria
Ó meu querido Regimento
Tu és aquela magia
Que dobra o meu valimento
Estribilho
Unidos na mesma fé
No mesmo amor fraternal
Iremos todos até
Onde mandar Portugal
Estribilho
Contigo marcho contente
Erguendo a tua Bandeira
No braço firme e valente
Da raça forte da Beira
Estribilho
Avante como Soldados
A Pátria chama por nós
Defender os bens sagrados
Que vêm dos nossos Avós

## Condecorações
| Direito Próprio                                                                                             | Direito Próprio |
| --- | --------------- |
| Medalha de Ouro Cidade de Viseu. (1998)                                                                     |                 |
| Cruz de Guerra de 1.ª Classe, concedida à Companhia do Batalhão de Infantaria n.º 14 / RI14 (1918, França). |                 |
| A 25 de Abril de 2000 foi feito Membro-Honorário da Ordem da Liberdade.                                     |                 |
| A 5 de Março de 2012 foi feito Membro-Honorário da Ordem Militar de Avis.                                   |                 |

| Herança Histórica | Herança Histórica |
| --- | ----------------- |
| Comendador da Ordem Militar da Torre e Espada, do Valor, Lealdade e Mérito, concedida à 3.ª Bateria / 2.º Grupo de Metralhadoras (1914-15, Sul de Angola – Destacamento do Cuamato). |                   |
| Comendador da Ordem Militar da Torre e Espada, do Valor, Lealdade e Mérito, concedida ao Batalhão de Infantaria n.º 23 /RI23 (1918, França).                                         |                   |
| Cruz de Guerra de 1.ª Classe, concedida à 1.ª Bateria / 2.º Grupo de Metralhadoras (1915, Sul de Angola – Destacamento de Cuanhama).                                                 |                   |
| Cruz de Guerra de 1.ª Classe, concedida ao Batalhão de Infantaria n.º 35 /RI35 (1918, França).                                                                                       |                   |
| Cruz de Guerra de 1.ª Classe, concedida ao 5.º Grupo de Metralhadoras (1918, França).                                                                                                |                   |
| Cruz de Mérito de Guerra Italiana, concedida ao Batalhão de Infantaria n.º 23 /RI23 (1918, França).                                                                                  |                   |

## Quartel dos Viriatos
O Quartel dos Viriatos, ou seja, as atuais instalações do RI14, foram inauguradas no dia 10 de julho de 1951, efetuando-se a sua comemoração anual, destinada ao convívio entre os atuais e antigos militares e funcionários civis.
Este dia é especialmente dedicado a lembrar e unir os militares e civis que servem atualmente e serviram ao longo dos anos no RI14, neste dia proporcionam- se condições que avivem recordações e contribui- se para a fomentação e a união e espírito de corpo.

## Atualidade

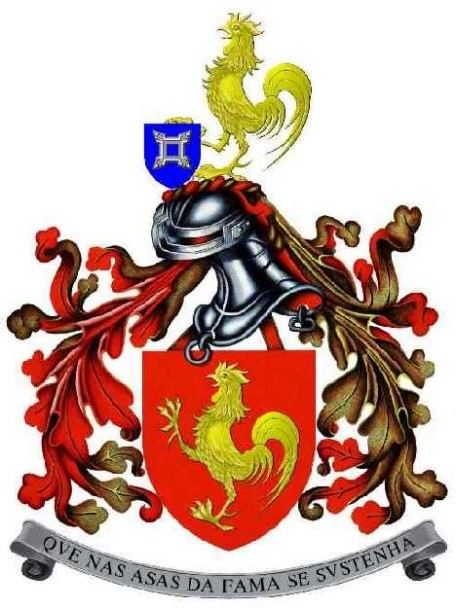
Escudo do 2º Batalhão de Infantaria Mecanizada de Rodas

Desde dezembro de 2020 o RI14 é comandado pelo Coronel de Infantaria José Manuel dos Santos Sá.

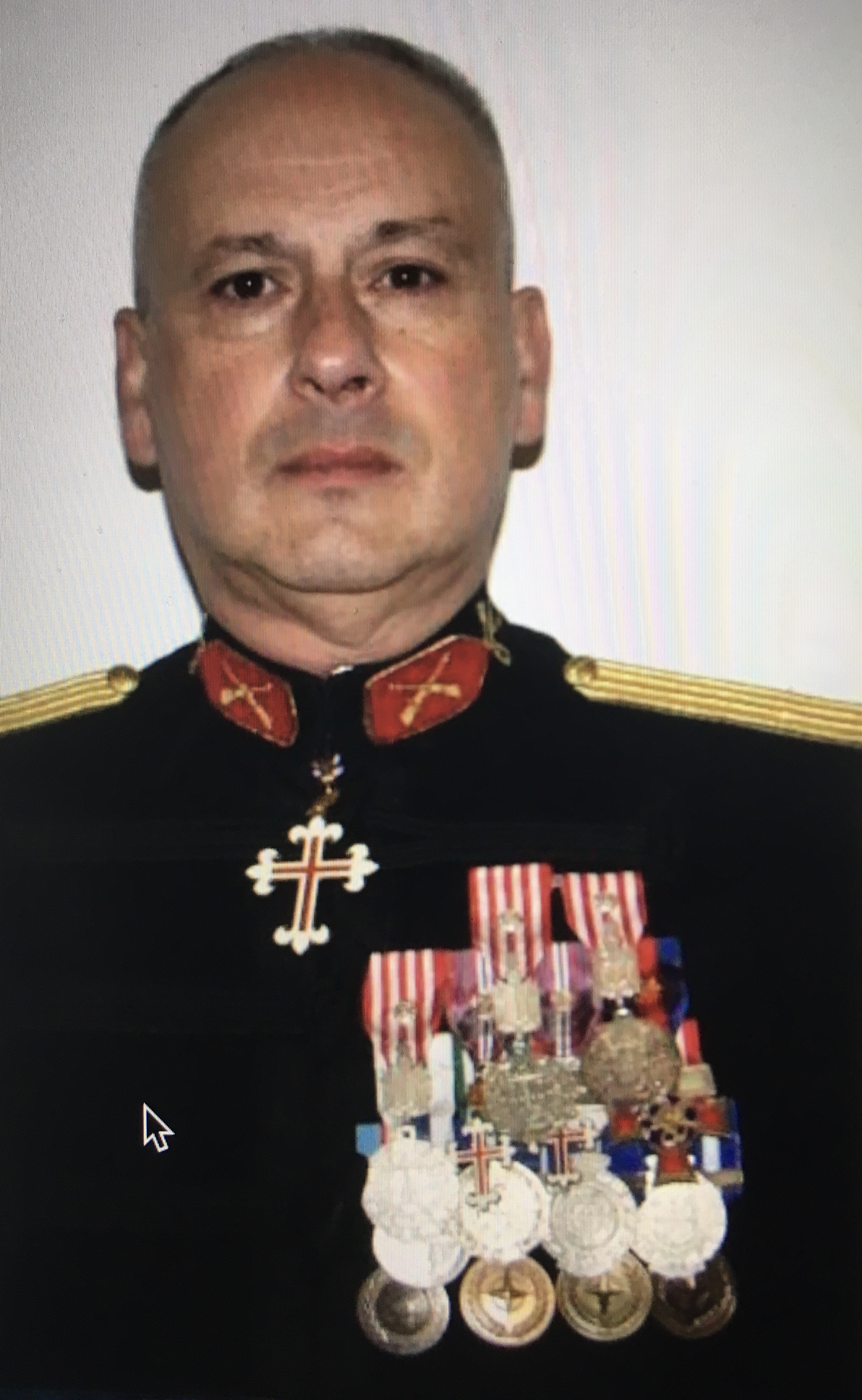
Coronel de Infantaria José Manuel dos Santos Sá

O 2º Batalhão de Infantaria Mecanizado de Rodas leva a cabo o seu treino Operacional participando em diversos exercícios nacionais e estrangeiros (no âmbito da NATO) e apronta atualmente militares para o Teatro de Operações do Afeganistão.
O Exército Português tem contribuído ativamente no combate, sensibilização e controlo da propagação do novo Coronavírus – SARS-CoV 2. Nomeadamente o Regimento de Infantaria nº14 concorreu para a missão do Exército no levantamento, treino e projeção de equipas de desinfeção e sensibilização. Numa operação de grande envergadura, o RI14cumpriu a sua parte formando 269 membros da comunidade escolar, em 8 Agrupamentos de escolas pertencentes a 5 Concelhos dos Distritos de Viseu e Guarda.e parte das de Coimbra e Castelo-Branco na realização de limpeza e desinfeção de espaços e superfícies. (138 escolas).
Também foi responsável pela sensibilização e formação dos funcionários, guardas e reclusos nos procedimentos de limpeza de desinfeção no interior dos Estabelecimentos Prisionais.